# Liste der Biografien/Schner
Liste der Biografien |
Portal Biografien |
Personensuche
# |
A |
B |
C |
D |
E |
F |
G |
H |
I |
J |
K |
L |
M |
N |
O |
P |
Q |
R |
S |
T |
U |
V |
W |
X |
Y |
Z |
?
 
Sa |
Sb |
Sc |
Sd |
Se |
Sf |
Sg |
Sh |
Si |
Sj |
Sk |
Sl |
Sm |
Sn |
So |
Sp |
Sq |
Sr |
Ss |
St |
Su |
Sv |
Sw |
Sy |
Sz
 
Sca–Sce |
Sch |
Sci–Scz
 
Scha |
Schc |
Schd |
Sche |
Schg |
Schi |
Schj |
Schk |
Schl |
Schm |
Schn |
Scho |
Schp |
Schr |
Schs |
Scht |
Schu |
Schv |
Schw |
Schy
 
Schna |
Schne |
Schni |
Schno |
Schnu |
Schny
 
Schneb |
Schnec |
Schned |
Schnee |
Schneg |
Schneh |
Schnei |
Schnek |
Schnel |
Schnep |
Schner |
Schnet |
Schneu |
Schnew |
Schney |
Schnez
Die Liste der Biografien führt alle Personen auf, die in der deutschsprachigen Wikipedia einen Artikel haben. Dieses ist eine Teilliste mit 10 Einträgen von Personen, deren Namen mit den Buchstaben „Schner“ beginnt.

## Schner

### Schnerb
- Schnerb, Robert (1900–1962), französischer Historiker

### Schnerf
- Schnerf, Joachim (* 1987), französischer Schriftsteller

### Schneri
- Schnerich, Alfred (1859–1944), österreichischer Musikwissenschaftler und Kunsthistoriker
- Schnering, Hans Georg von (1931–2010), deutscher Chemiker
- Schnering, Ilsemarie († 1995), deutsche Opernsängerin (Sopran) und Schauspielerin
- Schnering, Peter (1664–1725), deutscher Kaufmann und Ratsherr der Hansestadt Lübeck

### Schnerm
- Schnermann, Andreas (* 1968), deutscher Jazzpianist, Komponist und Arrangeur

### Schnerr
- Schnerr, Ernst (1921–2019), deutscher Verwaltungsjurist
- Schnerr, Johann Carl (1764–1813), deutscher Gastwirt und Abgeordneter
- Schnerring, Almut (* 1970), deutsche Spracherzieherin, Trainerin und Autorin